# Jukka gwatemalska
Jukka gwatemalska, j. słoniastostopa, j. słoniastostopowa (Yucca gigantea Lem.) – gatunek rośliny z rodziny szparagowatych. Rośnie zazwyczaj na półpustyniach wśród kaktusów. Pochodzi z Ameryki Środkowej i środkowego Meksyku, jest uprawiana wielu krajach świata.

## Morfologia i biologia

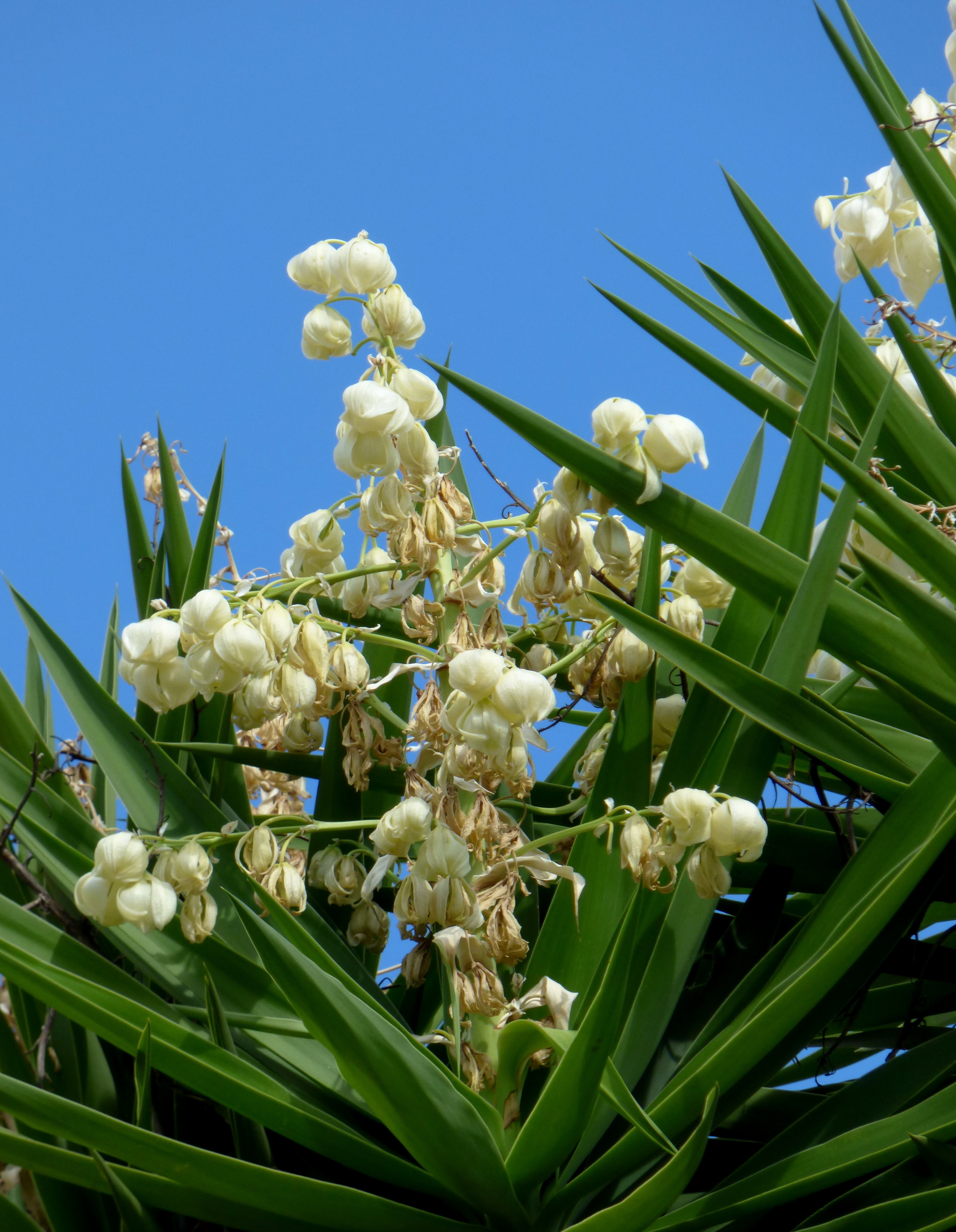
Kwiatostan

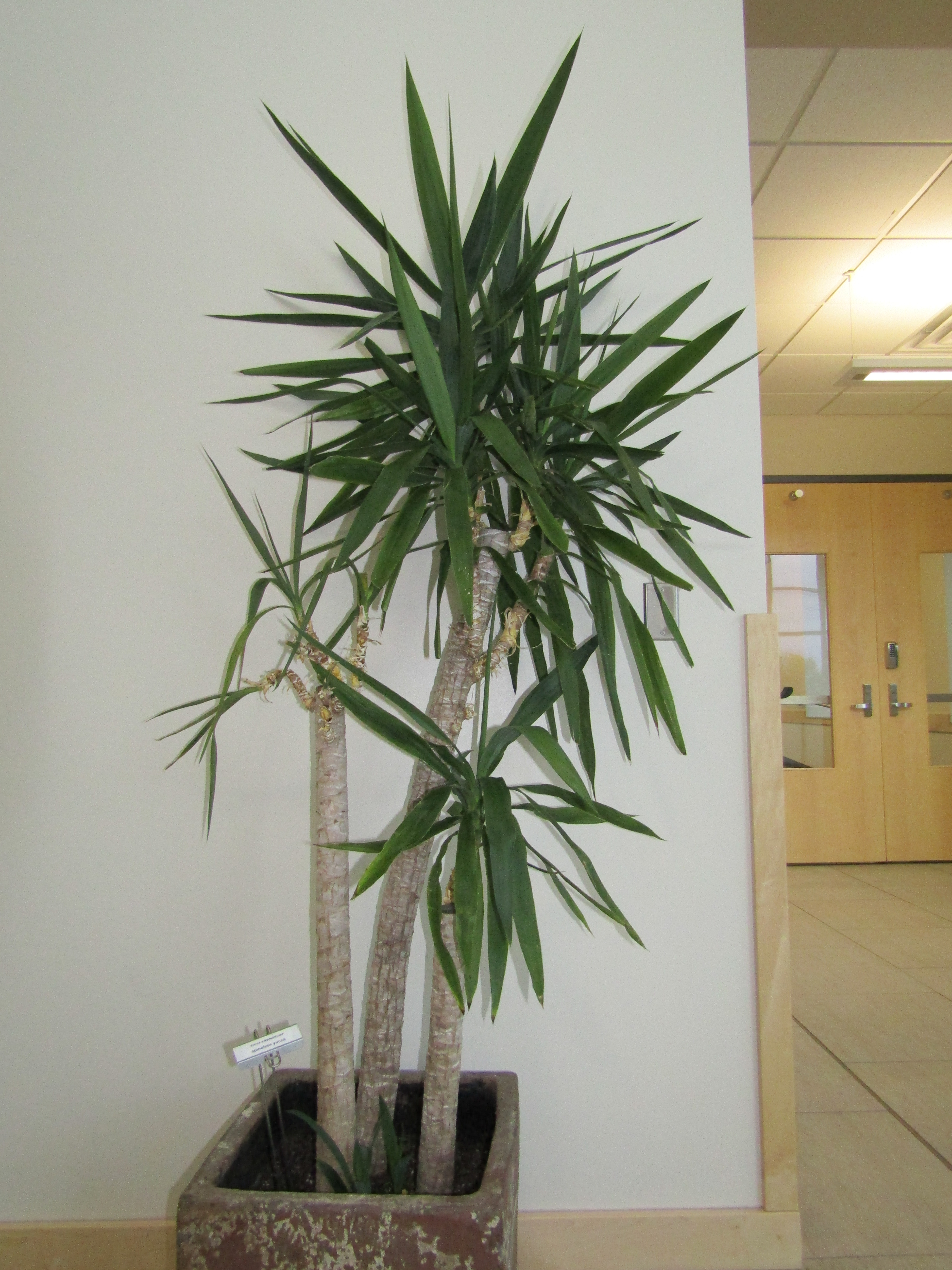
W uprawie doniczkowej

W swoim naturalnym środowisku jest to duże, często wielopienne, drzewo z ciemnobrązowym, grubym i mocnym pniem, widlasto rozgałęzione, osiągające wysokość do 15 m. Pień przy gruncie jest bulwiasto zgrubiały. Jukka ma ciemnozielone, mieczowate i ostro zakończone liście o długości do 1,2 m i gładkich brzegach. W uprawie doniczkowej jest dużo mniejsza, zwykle jej wysokość nie przekracza 1,2 m, a rozeta jej liści ma szerokość ok. 30 cm. Wytwarza odrosty korzeniowe. Na szczycie pędu tworzy duży kwiatostan wysokości do 90 cm ze zwisającymi białymi, dzwonkowatymi kwiatami. Uprawiana w mieszkaniu jednak nie zakwita. Udaje się doprowadzić do jej kwitnienia w uprawie szklarniowej, ale owoców zwykle nie wytwarza, gdyż jej kwiaty przystosowane są do zapylania przez ćmy z rodzaju Pronuba. W warunkach naturalnych owoce to 3-komorowe torebki o długości do 10 cm, zawierające liczne czarne nasiona.

## Zastosowanie
- Roślina ozdobna: W Polsce jest uprawiana jako roślina doniczkowa. Zazwyczaj sprowadza się z krajów tropikalnych jej pnie, sadzi się je i ukorzenia w szklarni i sprzedaje gotowe sadzonki w postaci kawałka pnia z pióropuszem liści.
- Sztuka kulinarna: W Meksyku kwiaty jukki są spożywane na surowo w sałatkach lub zapiekane w cieście. Są bogate w witaminę C.
- W tropikach sadzona w ogrodach i parkach, często także jako ogrodzenie.

## Uprawa
Jest dość łatwa w uprawie, pod warunkiem zapewnienia jej dobrego oświetlenia. Potrzebuje bowiem dużo światła. Latem można ją wystawiać na balkon, werandę, czy do ogrodu. Należy podlewać umiarkowanie, można przesuszać zimą. Umiarkowanie nawozić. Rośnie powoli. Młode rośliny przesadza się co roku do większych doniczek, u starszych, które już są w dużych doniczkach wymienia się tylko górną warstwę ziemi. Zakurzone liście czyści się wilgotną szmatką. Można ją rozmnażać przez podział, ukorzenianie odrostów korzeniowych, lub przez ukorzenianie kawałków pnia.